# Juan de Ruiseco Maza
Juan de Ruiseco Maza (Carasa, Cantabria, ca. 1570) fue un maestro escultor cántabro afincado en Burgos de finales del siglo XVII.

## Biografía
Son escasos los datos biográficos que tenemos del maestro. Sus apellidos prueban su descendencia cántabra y le relacionan además con otros famosos canteros, como Pedro de Ruiseco o con Juan de Ruiseco, quienes ejercieron su labor a finales del siglo XVI y principios del XVII.
La formación de Juan de Ruiseco Maza, se realizó en el entorno de García de Arredondo cuyo taller itinerante en el entorno de la ciudad de Burgos sirvió para mantener la huella romanista aunque también para ir introduciendo algunos incipientes rasgos de naturalismo barroco.
Se sabe que fue vecino de Burgos la mayor parte de su vida. Fue en esta ciudad donde estableció su taller, probablemente entre 1609 y 1639, fechas en las que se documenta su actividad profesional. La integración de Juan de Ruiseco Maza en el mundo profesional burgalés fue muy notable y tuvo una estrecha colaboración, a lo largo de su vida profesional, con el arquitecto Pedro de Acheprestua, quien realizó los ensamblajes de algunas de las obras escultóricas ejecutadas por este maestro.
Entre 1609 y 1615 realiza una serie de trabajos para las parroquias de Cogollos, Lara de los Infantes y Villoruebo junto con Achepestrua. En 1622 se le contrata para la ejecución de las esculturas de un retablo mayor en la iglesia parroquial de Cañizar de Amaya junto con Juan del Palacio Redondo y Agustín Campo. Dos años después de iniciar el proyecto, Ruiseco sufrió un accidente de cierta notoriedad en una de sus manos que le impidió el ejercicio de su profesión con normalidad. A consecuencia de ello sus ingresos quedarían sumamente menguados.
Falleció en 1639 como prueba el traspaso de las ganancias del retablo de Cañizar de Amaya a sus hijos Diego y Pedro.  

## Catálogo de obras
| Retablos colaterales de la iglesia parroquial                                                                                   | Villoruebo           | 1610      |
| Retablo mayor de la iglesia parroquial de Nuestra Señora de la Natividad                                                        | Lara de los Infantes | 1610      |
| Tabernáculo del retablo mayor de la iglesia parroquial de San Román                                                             | Cogollos             | 1612      |
| Tabernáculo del retablo mayor de la iglesia parroquial de San Pedro                                                             | Cogollos             | 1615      |
| Retablos colaterales de Nuestra Señora del Rosario y de San Sebastián                                                           | Rupelo               | 1610-1615 |
| Retablo de San Francisco de la iglesia parroquial de San Esteban                                                                | Burgos               | 1615      |
| Escultura funeraria del canónigo don Gonzalo Rodríguez Ortega en la capilla de los Reyes de la iglesia parroquial de San Martín | Sotopalacios         | 1621      |
| Retablo mayor de la iglesia parroquial de la Asunción de Nuestra Señora                                                         | Cañizar de Amaya     | 1625      |